# Joseph Benedict Engl

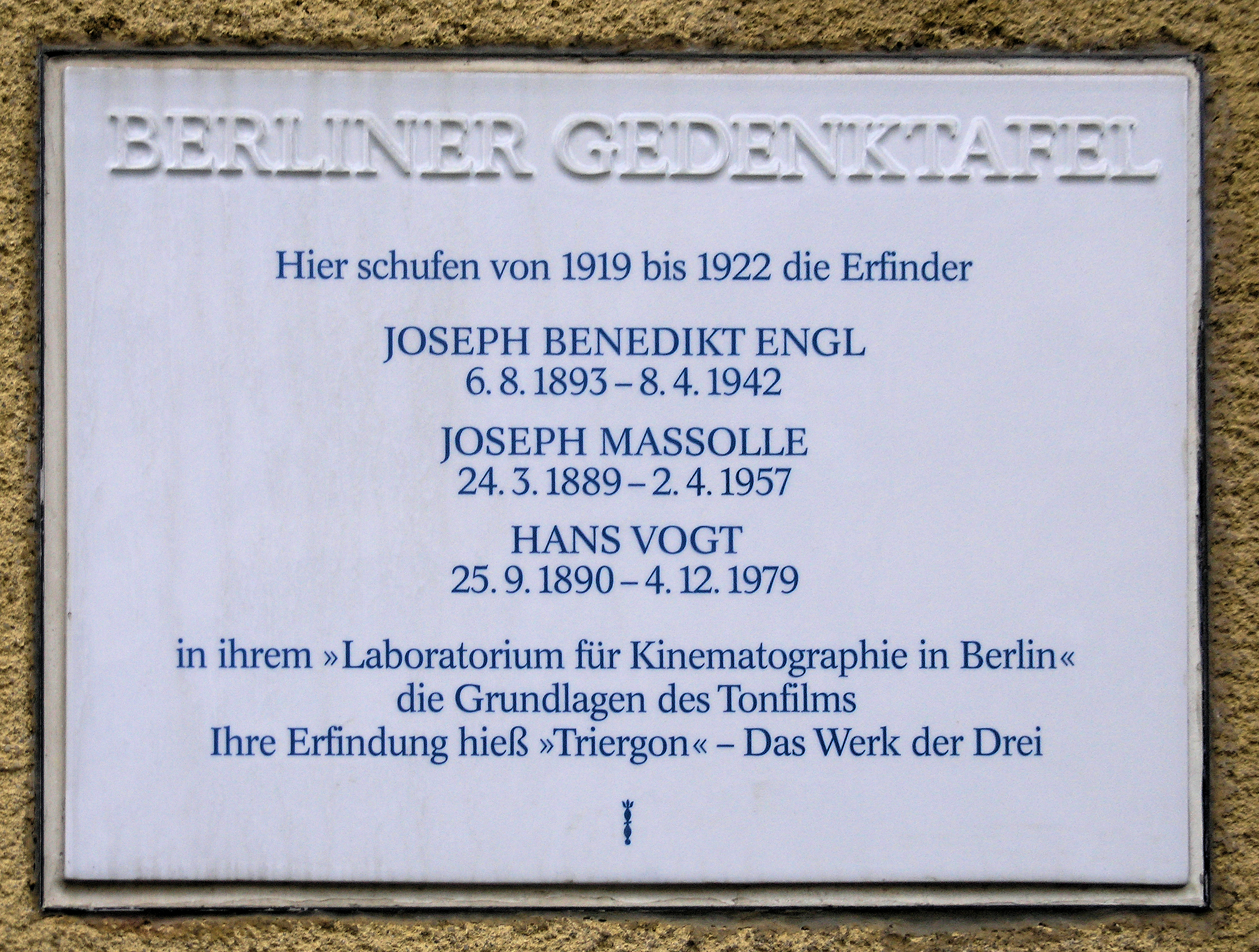
Berliner Gedenktafel am Haus Babelsberger Straße 49 in Berlin-Wilmersdorf

Joseph Benedict „Jo“ Engl (auch: Jo Engl; * 6. August 1893 in München; † 8. April 1942 in New York City) war ein deutscher Physiker, Erfinder und Tonfilmpionier.

## Leben
Joseph Benedikt Engl, der sich erst später kurz „Jo Engl“ nannte, war der Sohn des Illustrators Josef Benedikt Engl, seinerseits 1867 als Sohn eines bayrischen Vaters und einer österreichischen Mutter in der Nähe von Salzburg geboren und in München aufgewachsen und niedergelassen. Nach dem Besuch der Grundschule trat er im September 1903 in die 1. Klasse des Münchner Maximiliansgymnasiums ein und legte hier 1912 die Abiturprüfung ab. Zum Wintersemester 1912/13 begann er ein Mathematik- und Physikstudium an der Ludwig-Maximilians-Universität München und promovierte 1917 – noch während des Weltkrieges – an der Universität Göttingen. Im selben Jahr ging er mit Frieda Vierhaus (* 1892) aus Bielefeld eine erste Ehe ein, aus der ein Sohn und eine Tochter hervorgingen.
1918 lernte Joseph Engl die Ingenieure Joseph Massolle und Hans Vogt kennen und diskutierte mit ihnen Möglichkeiten, den Stummfilm „zum Sprechen“ zu bringen. Am 1. Juli 1919 gründete er mit ihnen in einem ehemaligen Blumenladen in Berlin-Wilmersdorf das „Laboratorium für Kinematographie“ aus dem die Gesellschaft „Tri-Ergon“, das „Werk der Drei“ hervorging. Gemeinsam erarbeiteten Engl, Masolle und Vogt ein kopierbares Lichttonverfahren und stützten sich dabei auf eine Erfindung des deutschen Physikers Ernst Walter Ruhmer aus dem Jahre 1901, der entdeckt hatte, dass es möglich war, Schallwellen fotografisch auf Film aufzuzeichnen. Notwendige Komponenten entwickelten sie selbst: das „Kathodophon“, ein Mikrofon (siehe auch Weblinks), das ausgehend vom Kohlemikrofon mechanisch beeinflussbare elektrische Stromleiter verwendete und die „Ultrafrequenzlampe“, die Stromschwankungen verzerrungsfrei in Lichtschwankungen verwandelte, mit bis zu 20000 Eindrücken pro Sekunde. Diese wurden als Tonspur fotografisch auf den Filmstreifen aufgebracht. Hochempfindliche kaliumbeschichtete Fotozellen auf der Basis von Elektronenröhren dienten als Verstärker zur Wiedergabe. Für jeweils verschiedene Tonhöhen konstruierten sie einen trichterlosen, elektrostatischen Lautsprecher, das „Statophon“.
Bereits am 8. August 1918 meldeten sie das unter der Nummer DRP 350500 registrierte „Verfahren zur Steuerung elektrischer Ströme durch Schallkräfte“ und bis 1925 über 150 weitere Patente an. Die Finanzierung erfolgte zunächst privat und ab 1920 mit einem Bankkredit; zusätzlich stieg als Gesellschafter der Elektrotechnik-Unternehmer Carl Lorenz (später Firma Schaub-Lorenz) ein. Am 26. Februar 1921 wurde der erste „sprechende Film“ vorgeführt, eine Aufnahme der Sprechkünstlerin Friedel Hintze, die Goethes Gedicht „Heideröschen“ vortrug. Am 17. September 1922 erfolgte die Präsentation des ersten Licht-Tonfilms im Berliner Filmtheater „Alhambra“ am Kurfürstendamm vor circa 1000 Zuschauern. Das einstündige Programm bestand aus einer Begrüßungsansprache (Gustav May), Musikstücken, dem (gefilmten!) Vortrag eines Gedichtes durch die Schauspielerin Rose Lichtenstein und humoristischen Filmszenen, Ausschnitten aus dem von dem Schauspieler, Regisseur und Drehbuchautor Erwin Báron produzierten Film „Der Brandstifter“. Bei dessen Herstellung und weiterer Testfilme in einem Stummfilmatelier waren zur Unterdrückung unerwünschter Schalleffekte über 1000 Kartoffelsäcke an den Decken und Wänden angebracht worden; die Filmkamera wurde in ein mit Sägespänen gefülltes Gehäuse aus Holz eingebettet. Bild- und Tonspur – diese außerhalb der Perforation – waren auf dem 42 Millimeter breiten Zelluloidstreifen integriert, der mit einer Geschwindigkeit von 20 Bildern pro Sekunde ablief, wobei die Tonspur von einem Lichtstrahl abgetastet wurde.
Joseph Engl war 1923 bis 1926 für die „Tri-Ergon AG“ in Zürich tätig und habilitierte sich zwischenzeitlich 1925 an der Technischen Universität in Berlin mit der Schrift „Zur Zustandsgleichung und inneren Reibung von Wasserstoffgas“. Anschließend erhielt er einen Lehrauftrag an der Technischen Hochschule in Berlin und betrieb in einem eigenen Laboratorium Forschungen zum Ultraschall, den Frequenzen oberhalb des menschlichen Hörbereichs. 1925 war er für den Ton des von der „Universum-Film AG“ (UFA) in Berlin produzierten Kurzfilms „Das Mädchen mit den Schwefelhölzern“ nach dem Märchen von Hans Christian Andersen zuständig. Die Premiere musste allerdings aufgrund erheblicher technischer Mängel abgebrochen werden; der Film wurde ein kommerzieller Misserfolg.
1926 wurden die Tri-Ergon-Patente an den amerikanischen Filmproduzenten William Fox und die deutsche Filmgesellschaft „TOBIS“ (Deutsches Tonbild-Syndikat) weiterverkauft. Mit der von den Firmen „AEG“ und „SIEMENS & HALSKE“ gegründete „KLANGFILM GmbH“ kam es 1929 zu einer gerichtlichen Einigung: „TOBIS“ produzierte fortan die Filme, „KLANGFILM“ die Geräte. Im Konflikt zwischen europäischer und amerikanischer Filmindustrie einigten sich die Hauptkontrahenten, die „TOBIS-KLANGFILM“-Gruppe und die amerikanischen Konzerne, im „Pariser Tonfilmfrieden“ von 1930 auf eine Aufteilung des Weltmarkts.
Ab 1929 arbeitete Engl für die amerikanische Filmgesellschaft „FOX“ an der Entwicklung von Tonfilmgeräten, wanderte 1939 in die USA aus und war dort als beratender Physiker tätig. Bei der Volkszählung (US-Census) von 1940 war er zusammen mit seiner zweiten Ehefrau Erika, geborene Briesemeister, und deren Mutter Maria in New York City, gemeldet. Er starb im Alter von nur 49 Jahren. Zwei Gedenktafeln in Berlin, eine seit 1964 am „Hotel Kurfürstendamm“ (Kurfürstendamm 68), dem ehemaligen Alhambra-Kino, und eine weitere in Wilmersdorf am ehemaligen „Laboratorium für Kinematographie“ erinnern an ihn und seine Mitarbeiter und ihre bahnbrechende Erfindung.

## Dauerausstellung im Deutschen Museum
Der Tonfilmprojektor der Erfindergemeinschaft Engl, Massolle und Vogt wird bis heute (Stand Oktober 2023) in der Dauerausstellung „Foto und Film“ im Deutschen Museum in München ausgestellt. Er gilt als eines der Meisterwerke deutscher Technik und wurde in einer der ersten Tonfilmaufführungen im Alhambra-Kino in Berlin verwendet.

## Schriften
- Der tönende Film. Das Triergon-Verfahren und seine Anwendungsmöglichkeiten (= Sammlung Vieweg. Heft 89), Vieweg & Sohn, Braunschweig 1927.
- Raum- und Bauakustik. Ein Leitfaden für Architekten und Ingenieure. Akademie Verlagsgesellschaft, Leipzig 1939.